# 다카라즈카 가극단 80기생
다카라즈카 가극단 80기생은 1992년 4월에 다카라즈카 음악학교에 입학, 1994년 3월에 다카라즈카 가극단에 입단한 39명을 가리킨다.

## 개요
초무대 연목은 하나구미 공연 「블랙잭 위험한 도박／불새」이다.
2012년, 키리야 히로무의 퇴단으로 80기 전원 퇴단하였다.
| 신인공연        | 바우홀          | 동상공연      | 하카타좌      |
| --------------- | --------------- | ------------- | ------------- |
| 키리야 히로무   | 키리야 히로무   | 키리야 히로무 | 키리야 히로무 |
| 아야부키 마오   | 아야부키 마오   | 아사즈미 케이 |               |
| 아사즈미 케이   | 아사즈미 케이   | 센 호사치     |               |
| 쿠온 마야       | 센 호사치       | 아이다 메구   |               |
| 센 호사치       | 미즈사와 하즈키 | 쿠지 아카리   |               |
| 미즈사와 하즈키 | 아이다 메구     |               |               |
| 아이다 메구     | 미야 에리카     |               |               |
| 쿠지 아카리     | 쿠지 아카리     |               |               |

## 주요 학생

### OG
- 키리야 히로무：전 츠키구미 톱스타
- 센 호사치：전 하나구미 톱여역
- 아야부키 마오：전 유키구미 남역
- 아사즈미 케이：전 호시구미 남역
- 쿠온 마야：전 소라구미 남역
- 미즈사와 하즈키：전 츠키구미 여역
- 아이다 메구：전 유키구미 여역
- 쿠지 아카리：전 소라구미 여역

## 일람
| 예명            | 생일      | 출신지                   | 출신 학교                        | 예명의 유래                               | 애칭                       | 역할 | 퇴단년도 | 비고                                  |
| --------------- | --------- | ------------------------ | -------------------------------- | ----------------------------------------- | -------------------------- | ---- | -------- | ------------------------------------- |
| 愛田芽久        | 8월 20일  | 오사카부 이바라키시      | 오사카부립 이바라키니시고등학교  | 가족이 고안                               | 치호 메구                  | 여역 | 2002년   |                                       |
| 아이다 메구     | 8월 20일  | 오사카부 이바라키시      | 오사카부립 이바라키니시고등학교  | 가족이 고안                               | 치호 메구                  | 여역 | 2002년   |                                       |
| 秋月章          | 11월 22일 | 도쿄도 신주쿠구          | 토오아가쿠엔                     | 탄생월 본명                               | 하마-, 아키요              | 남역 | 2001년   |                                       |
| 아키즈키 쇼     | 11월 22일 | 도쿄도 신주쿠구          | 토오아가쿠엔                     | 탄생월 본명                               | 하마-, 아키요              | 남역 | 2001년   |                                       |
| あさぎ裕南      | 6월 14일  | 카나가와현 후지사와시    | 일본여자대학부속고등학교         | 가족이 고안                               | 미오코                     | 남역 | 2001년   |                                       |
| 아사기 유우나   | 6월 14일  | 카나가와현 후지사와시    | 일본여자대학부속고등학교         | 가족이 고안                               | 미오코                     | 남역 | 2001년   |                                       |
| 朝澄けい        | 1월 28일  | 도쿄도 신주쿠구          | 일본여자대학부속고등학교         |                                           | 카요코, 카요짱             | 남역 | 2003년   |                                       |
| 아사즈미 케이   | 1월 28일  | 도쿄도 신주쿠구          | 일본여자대학부속고등학교         |                                           | 카요코, 카요짱             | 남역 | 2003년   |                                       |
| 麻真もゆ        | 12월 27일 | 오사카부 사카이시        | 죠난가쿠엔고등학교               | 본명 시나노오이와케・ 아사마산에서 유래   | 마유코사, 카모토야, 아사마 | 남역 | 2003년   |                                       |
| 아사마 모유     | 12월 27일 | 오사카부 사카이시        | 죠난가쿠엔고등학교               | 본명 시나노오이와케・ 아사마산에서 유래   | 마유코사, 카모토야, 아사마 | 남역 | 2003년   |                                       |
| 彩吹真央        | 6월 9일   | 오사카부 히가시오사카시  | 시죠나와테가쿠엔                 | 가족이 고안                               | 유미코                     | 남역 | 2010년   |                                       |
| 아야부키 마오   | 6월 9일   | 오사카부 히가시오사카시  | 시죠나와테가쿠엔                 | 가족이 고안                               | 유미코                     | 남역 | 2010년   |                                       |
| あゆら華央      | 5월 28일  | 미국 캘리포니아주 토렌스 | South High School,Torrance       | 엄마가 명명                               | ROSS                       | 남역 | 2001년   | 엄마 아즈사 치요코 (53)               |
| 아유라 카오     | 5월 28일  | 미국 캘리포니아주 토렌스 | South High School,Torrance       | 엄마가 명명                               | ROSS                       | 남역 | 2001년   | 엄마 아즈사 치요코 (53)               |
| 杏里ミチル      | 5월 28일  | 나가노현 사쿠시          | 나가노현이와무라다고등학교       |                                           | 나호                       | 여역 | 2002년   |                                       |
| 안리 미치루     | 5월 28일  | 나가노현 사쿠시          | 나가노현이와무라다고등학교       |                                           | 나호                       | 여역 | 2002년   |                                       |
| 一優斗          | 11월 2일  | 도쿄도 나카노구          | 세이죠가쿠엔고등학교             | 가족이 고안                               | 아-                        | 남역 | 1998년   |                                       |
| 카즈 유우토     | 11월 2일  | 도쿄도 나카노구          | 세이죠가쿠엔고등학교             | 가족이 고안                               | 아-                        | 남역 | 1998년   |                                       |
| 花暢しおり      | 12월 19일 | 카나가와현 카마쿠라시    | 카나가와현립시치리가오카고등학교 | 가족이 고안                               | 이가짱, 카논짱, 시오리     | 여역 | 2001년   |                                       |
| 카논 시오리     | 12월 19일 | 카나가와현 카마쿠라시    | 카나가와현립시치리가오카고등학교 | 가족이 고안                               | 이가짱, 카논짱, 시오리     | 여역 | 2001년   |                                       |
| 霧矢大夢        | 10월 2일  | 오사카부 키시와다시      | 쿠메타고등학교                   | 자기가 고안                               | 키리얀, 이토-짱, 키리짱    | 남역 | 2012년   |                                       |
| 키리야 히로무   | 10월 2일  | 오사카부 키시와다시      | 쿠메타고등학교                   | 자기가 고안                               | 키리얀, 이토-짱, 키리짱    | 남역 | 2012년   |                                       |
| 久遠麻耶        | 8월 27일  | 쿠마모토현 시모마시키군  | 큐슈죠가쿠인중학교               | 아빠가 명명                               | 마야                       | 남역 | 2002년   |                                       |
| 쿠온 마야       | 8월 27일  | 쿠마모토현 시모마시키군  | 큐슈죠가쿠인중학교               | 아빠가 명명                               | 마야                       | 남역 | 2002년   |                                       |
| 久路あかり      | 1월 1일   | 도쿄도 미나토구          | 후렌도가쿠엔고등학교             | 본명과 엄마의 예명에서 한글자 받아서 고안 | 아카리                     | 여역 | 2002년   |                                       |
| 쿠지 아카리     | 1월 1일   | 도쿄도 미나토구          | 후렌도가쿠엔고등학교             | 본명과 엄마의 예명에서 한글자 받아서 고안 | 아카리                     | 여역 | 2002년   |                                       |
| すがた香        | 1월 18일  | 효고현 고베시            | 효고현립아시야미나미고등학교     | 코쥬 타츠키(72)가 명명                    | 미츠코                     | 남역 | 2002년   |                                       |
| 스가타 코우     | 1월 18일  | 효고현 고베시            | 효고현립아시야미나미고등학교     | 코쥬 타츠키(72)가 명명                    | 미츠코                     | 남역 | 2002년   |                                       |
| 千ほさち        | 8월 16일  | 오사카부 사카이시        | 하고로모가쿠엔고등학교           | 천수관음보살로부터 은사가 명명            | 호사치                     | 여역 | 1998년   | 퇴단 후 모리 호사치로 개명 (森ほさち) |
| 센 호사치       | 8월 16일  | 오사카부 사카이시        | 하고로모가쿠엔고등학교           | 천수관음보살로부터 은사가 명명            | 호사치                     | 여역 | 1998년   | 퇴단 후 모리 호사치로 개명 (森ほさち) |
| 珠希かほ        | 6월 27일  | 오카야마현 오카야마시    | 산요여자고등학교                 | 엄마가 명명                               | 못짱                       | 여역 | 2000년   |                                       |
| 타마키 카호     | 6월 27일  | 오카야마현 오카야마시    | 산요여자고등학교                 | 엄마가 명명                               | 못짱                       | 여역 | 2000년   |                                       |
| 奈月みか        | 10월 16일 | 도쿄도 스기나미구        | 후타바고등학교                   | 가족이 고안                               | 나즈키                     | 여역 | 2004년   |                                       |
| 나즈키 미카     | 10월 16일 | 도쿄도 스기나미구        | 후타바고등학교                   | 가족이 고안                               | 나즈키                     | 여역 | 2004년   |                                       |
| 夏帆輝          | 3월 22일  | 도쿄도 마치다시          | 메지로가쿠엔고등학교             | 가족이 고안                               | 아키라군, 나오             | 남역 | 1998년   |                                       |
| 나츠호 아키라   | 3월 22일  | 도쿄도 마치다시          | 메지로가쿠엔고등학교             | 가족이 고안                               | 아키라군, 나오             | 남역 | 1998년   |                                       |
| 波輝晶          | 6월 11일  | 카나가와현 후지사와시    | 카나가와현립쇼난고등학교         | 쇼난의 바다                               | 준, 준코, 나미키           | 남역 | 1999년   |                                       |
| 나미키 아키라   | 6월 11일  | 카나가와현 후지사와시    | 카나가와현립쇼난고등학교         | 쇼난의 바다                               | 준, 준코, 나미키           | 남역 | 1999년   |                                       |
| 鳴海じゅん      | 2월 13일  | 교토부 우지시            | 세이보죠가쿠인고등학교           | 가족이 고안                               | 나루미, 미호               | 남역 | 2003년   |                                       |
| 나루미 준       | 2월 13일  | 교토부 우지시            | 세이보죠가쿠인고등학교           | 가족이 고안                               | 나루미, 미호               | 남역 | 2003년   |                                       |
| 初嶺まよ        | 1월 22일  | 시즈오카현 시즈오카시    | 시즈오카현립시미즈미나미고등학교 | 가족이 고안                               | 하츠네, 나오, 핫짱         | 남역 | 2007년   | 후에 하츠네 마요로 개명 (初嶺麿代)    |
| 하츠네 마요     | 1월 22일  | 시즈오카현 시즈오카시    | 시즈오카현립시미즈미나미고등학교 | 가족이 고안                               | 하츠네, 나오, 핫짱         | 남역 | 2007년   | 후에 하츠네 마요로 개명 (初嶺麿代)    |
| 早瀬鮎          | 12월 21일 | 오사카부 스이타시        | 오사카부립키타센리고등학교       | 가족이 결정                               | 후타바, 캬루루             | 여역 | 2000년   |                                       |
| 하야세 아유     | 12월 21일 | 오사카부 스이타시        | 오사카부립키타센리고등학교       | 가족이 결정                               | 후타바, 캬루루             | 여역 | 2000년   |                                       |
| 春あゆか        | 11월 13일 | 효고현 니시노미야시      | 니시노미야시립쿠라쿠엔중학교     |                                           | 하루짱, 하루코             | 여역 | 2001년   |                                       |
| 하루 아유카     | 11월 13일 | 효고현 니시노미야시      | 니시노미야시립쿠라쿠엔중학교     |                                           | 하루짱, 하루코             | 여역 | 2001년   |                                       |
| 春鹿一輝        | 6월 15일  | 효고현 아시야시          | 효고현립아시야고등학교           | 자기가 고안                               | 핫세-                      | 남역 | 1997년   |                                       |
| 하루카 잇키     | 6월 15일  | 효고현 아시야시          | 효고현립아시야고등학교           | 자기가 고안                               | 핫세-                      | 남역 | 1997년   |                                       |
| 飛翔夕          | 5월 13일  | 카나가와현 요코하마시    | 쇼와고등학교                     | 마츠이 고로가 명명                        | 루리                       | 남역 | 1998년   |                                       |
| 히쇼 유우       | 5월 13일  | 카나가와현 요코하마시    | 쇼와고등학교                     | 마츠이 고로가 명명                        | 루리                       | 남역 | 1998년   |                                       |
| 風吹あゆ        | 5월 17일  | 도쿄도 미나토구          | 아오야마가쿠인 고등부            | 가족이 고안                               | 하네                       | 남역 | 1997년   |                                       |
| 후부키 아유     | 5월 17일  | 도쿄도 미나토구          | 아오야마가쿠인 고등부            | 가족이 고안                               | 하네                       | 남역 | 1997년   |                                       |
| 舞花京          | 5월 16일  | 교토부 교토시            | 교토여자고등학교                 | 존경하는 선생님이 명명                    | 하루미, 하루봉             | 여역 | 1998년   |                                       |
| 마이하나 쿄     | 5월 16일  | 교토부 교토시            | 교토여자고등학교                 | 존경하는 선생님이 명명                    | 하루미, 하루봉             | 여역 | 1998년   |                                       |
| 真澄うらら      | 5월 7일   | 히로시마현 아시나군      | 노트르담세이신여자고등학교       | 존경하는 사람이 명명                      | 우라라, 우랴               | 여역 | 1999년   |                                       |
| 마스미 우라라   | 5월 7일   | 히로시마현 아시나군      | 노트르담세이신여자고등학교       | 존경하는 사람이 명명                      | 우라라, 우랴               | 여역 | 1999년   |                                       |
| 真竹すぐる      | 2월 21일  | 오사카부 토요나카시      | 오사카부립키타노고등학교         |                                           | 스구루                     | 남역 | 2003년   | 엄마 요시부에 미츠루 (55)             |
| 마타케 스구루   | 2월 21일  | 오사카부 토요나카시      | 오사카부립키타노고등학교         |                                           | 스구루                     | 남역 | 2003년   | 엄마 요시부에 미츠루 (55)             |
| 毬穂えりな      | 8월 16일  | 오사카부 오사카시        | 오사카시립니시요도가와고등학교   | 존경하는 사람이 명명                      | 캬미                       | 여역 | 2006년   |                                       |
| 마리호 에리나   | 8월 16일  | 오사카부 오사카시        | 오사카시립니시요도가와고등학교   | 존경하는 사람이 명명                      | 캬미                       | 여역 | 2006년   |                                       |
| 水沢葉月        | 8월 18일  | 효고현 카와니시시        | 히바리가오카가쿠엔               | 가족이 고안                               | 미치코                     | 여역 | 1999년   |                                       |
| 미즈사와 하즈키 | 8월 18일  | 효고현 카와니시시        | 히바리가오카가쿠엔               | 가족이 고안                               | 미치코                     | 여역 | 1999년   |                                       |
| 水瀬あお        | 7월 4일   | 카나가와현 요코하마시    | 타마가와가쿠엔 고등부            | 가족이 결정                               | 아오                       | 남역 | 2001년   |                                       |
| 미나세 아오     | 7월 4일   | 카나가와현 요코하마시    | 타마가와가쿠엔 고등부            | 가족이 결정                               | 아오                       | 남역 | 2001년   |                                       |
| 南帆香凜        | 9월 13일  | 도쿄도 스기나미구        | 후타바고등학교                   | 가족이 고안                               | 하나에                     | 남역 | 2000년   |                                       |
| 미나호 카린     | 9월 13일  | 도쿄도 스기나미구        | 후타바고등학교                   | 가족이 고안                               | 하나에                     | 남역 | 2000년   |                                       |
| 美椰エリカ      | 4월 26일  | 야마가타현 야마가타시    | 슈쿠가와가쿠인고등학교           | 본명                                      | 에리카                     | 여역 | 2000년   |                                       |
| 미야 에리카     | 4월 26일  | 야마가타현 야마가타시    | 슈쿠가와가쿠인고등학교           | 본명                                      | 에리카                     | 여역 | 2000년   |                                       |
| 紫野ゆき        | 5월 31일  | 도쿄도 메구로구          | 시라유리가쿠엔                   | 만요슈                                    | 히라리, 히라링             | 여역 | 1999년   |                                       |
| 무라사키노 유키 | 5월 31일  | 도쿄도 메구로구          | 시라유리가쿠엔                   | 만요슈                                    | 히라리, 히라링             | 여역 | 1999년   |                                       |
| 芽衣かれん      | 5월 17일  | 도쿄도 세타가야구        | 호리코시고등학교                 | 존경하는 선생님이 명명                    | 부요, 메카리               | 여역 | 1997년   |                                       |
| 메이 카렌       | 5월 17일  | 도쿄도 세타가야구        | 호리코시고등학교                 | 존경하는 선생님이 명명                    | 부요, 메카리               | 여역 | 1997년   |                                       |
| 百花沙里        | 9월 13일  | 사이타마현 사이타마시    | 카와무라가쿠엔                   | 백화요란                                  | 모모, 마-탄                | 여역 | 2010년   |                                       |
| 모모카 사리     | 9월 13일  | 사이타마현 사이타마시    | 카와무라가쿠엔                   | 백화요란                                  | 모모, 마-탄                | 여역 | 2010년   |                                       |
| 結輝真由        | 11월 17일 | 도쿄도 신주쿠구          | 가쿠슈인 여자고등과              |                                           | 쿠미                       | 여역 | 1999년   |                                       |
| 유우키 마유     | 11월 17일 | 도쿄도 신주쿠구          | 가쿠슈인 여자고등과              |                                           | 쿠미                       | 여역 | 1999년   |                                       |
| 夢奈さや        | 12월 12일 | 도쿄도 시부야구          | 타마가와가쿠엔                   | 좋아하는 글자(夢)와 아빠의 고향 나라현    | 메나                       | 여역 | 2002년   |                                       |
| 유메나 사야     | 12월 12일 | 도쿄도 시부야구          | 타마가와가쿠엔                   | 좋아하는 글자(夢)와 아빠의 고향 나라현    | 메나                       | 여역 | 2002년   |                                       |